# Терещенко Віталій Ігорович
Вітал́ій І́горович Тере́щенко — лейтенант Збройних сил України, учасник російсько-української війни.
Лейтенант 3-го полку спеціального призначення, брав участь в обороні Донецького аеропорту.

## Нагороди
6 жовтня 2014 року — за особисту мужність і героїзм, виявлені у захисті державного суверенітету та територіальної цілісності України, вірність військовій присязі під час російсько-української війни, відзначений — нагороджений орденом Богдана Хмельницького III ступеня.